# ان‌جی‌سی ۵۶

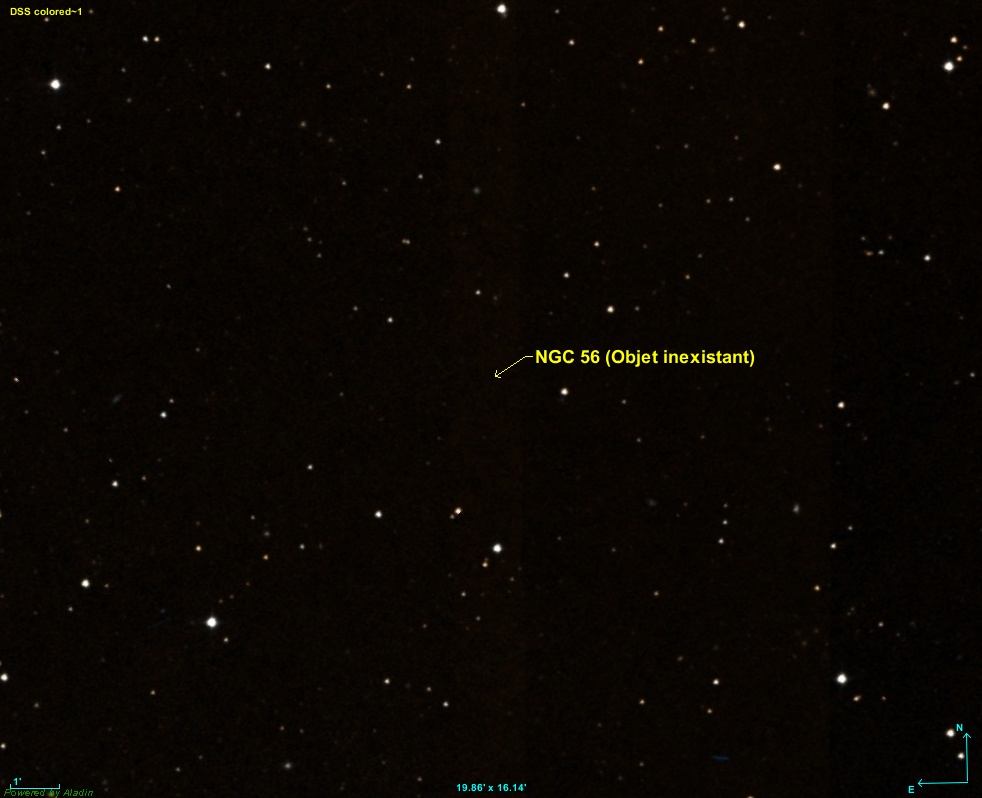
ان‌جی‌سی ۵۶

ان‌جی‌سی ۵۶ (به انگلیسی: NGC 56) یک جسم ناشناخته است که در صورت فلکی ماهی قرار دارد.